# Georges Christiaens
Georges Christiaens (Kooigem, 30 giugno 1930 – Oudenaarde, 13 gennaio 1986) è stato un ciclista su strada belga.
Professionista dal 1932 al 1940, conta due successi di tappa al Tour de Suisse.

## Carriera
Passato professionista nel 1932 con la squadra France-Sport, vinse subito un paio di corse, fra cui una classica del panorama ciclistico francese, il Grand Prix de Fourmies. Si ripeté anche l'anno successivo vincendo la Parigi-Boulogne e arrivando terzo nella Roubaix-Cassel-Roubaix. Nel 1934 ottenne risultati e piazzamenti soprattutto in kermesse e criterium, riuscendosi a piazzare numerose volte sul podio e vincendone uno, quello di Sint-Adries.
Nel 1935 vinse diverse corse fra cui una prova a tappe, il Tour du Nord in Francia, e sempre in questo Paese concluse quarto il Tour du Limbourg e ottavo il Tour de l'Ouest in cui vinse anche una frazione.
L'anno successivo vinse una sola corsa, ancora una tappa al Tour de l'Ouest e ottenne buoni piazzamenti in alcune classiche: decimo nella Parigi-Tours e quattordicesimo nella Liegi-Bastogne-Liegi.
Nel 1937 si presentò al Tour de Suisse, dove riuscì ad aggiudicarsi due frazioni concludendo nono la classifica generale, e poi nel Giro del Belgio, dove inse la quarta tappa e concluse terzo nella generale. Ottenne due piazzamenti anche nelle "classiche del nord", fu infatti nono alla Freccia Vallone, e decimo al Giro delle Fiandre.
Nel 1938 vinse numerose kermesse e prese parte al Giro d'Italia, in cui sfiorò la vittoria nel corso della diciottesima tappa con arrivo a Locarno, giungendo secondo dietro lo svizzero Léo Amberg. Chiuse la Corsa Rosa al tredicesimo posto assoluto e fu quinto nella Parigi-Nizza.
Ottenne diversi risultati anche nel 1939, vincendo quattro prove fra cui il Circuito del Porto di Dunkerque, e fu terzo nel Grand Prix de Wallonie, mentre nel 1940 ottenne il suo risultato migliore in una classica monumento, arrivando secondo al Giro delle Fiandre. Lo scoppio della seconda guerra mondiale chiuse di fatto la carriera di Christiaens anche se continuò a correre in qualche gara occasionale.

## Palmarès
- 1932

Grand Prix de Fourmies
Grand Prix de Cambrai
- 1933

Parigi-Boulogne sur Mer
- 1935

Parigi-Arras
1ª tappa Tour du Nord
Classifica generale Tour du Nord
4ª tappa Tour de l'Ouest
- 1936

6ª tappa Tour de l'Ouest
- 1937

4ª tappa Tour de Suisse
7ª tappa Tour de Suisse
4ª tappa Giro del Belgio
- 1939

Circuit du Port de Dunkerque
Tourcoing-Dunkerque-Tourcoing

### Altri successi
- 1934

Kermesse di Sint-Andries
- 1938

Criterium di Ieper
Criterium di Staden
Kermesse di Vichte
Kermesse di Berchem Oudenaarde
- 1939

Criterium di Lille
Kermesse di Torhout
- 1943

Kermesse di Sint-Andries

## Piazzamenti

### Grandi Giri
- Giro d'Italia

1938: 13º

### Classiche monumento
- Giro delle Fiandre

1937: 11º
1940: 2º
- Liegi-Bastogne-Liegi

1936: 14º
1939: 13º